# Zum blauen Stern

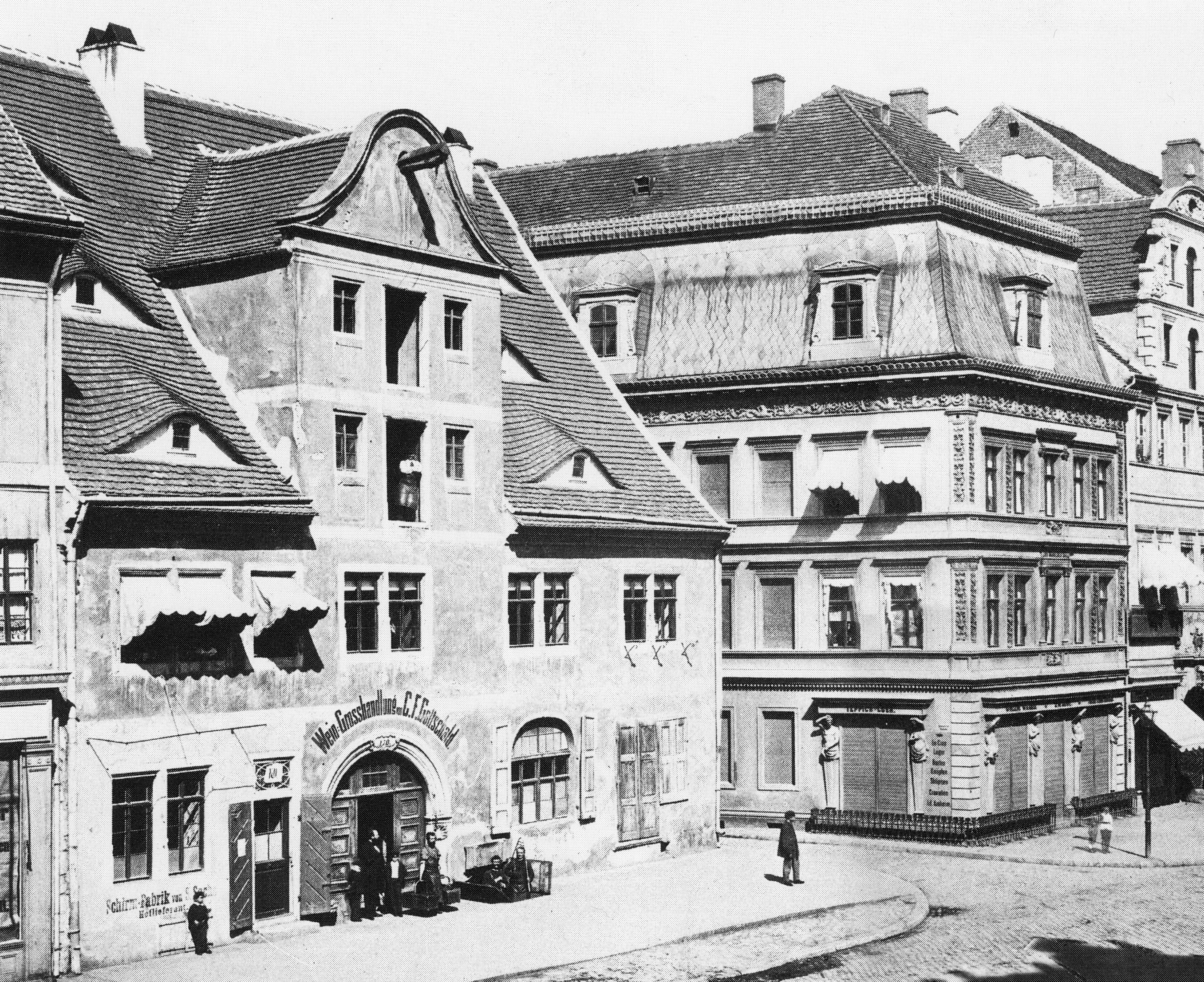
Haus Zum blauen Stern (links), vor 1865

Das Haus Zum blauen Stern war ein historisches Wohn- und Geschäftshaus in Magdeburg im heutigen Sachsen-Anhalt. 

## Lage
Das Gebäude befand sich in der Magdeburger Altstadt auf der Westseite des Breiten Wegs, an der Adresse Breiter Weg 170. Unmittelbar nördlich des Hauses mündete die Schöneeckstraße auf den Breiten Weg. Heute befindet sich an dieser Stelle das zum Ulrichplatz 4 bis 6 gehörende Wohn- und Geschäftshaus. Etwas nördlich mündet der Straßenzug Ulrichplatz auf den Breiten Weg.

## Geschichte und Architektur
Zunächst trug das Haus, zu dem auch das Grundstück Schöneeckstraße 15 gehörte, den Namen Zu den drei blauen Sternen. Es wird vermutet, dass im Jahr 1631 Heinrich Koch Eigentümer war. Auf ihn folgte Joachim Koppe, der das wohl in Folge der Zerstörung Magdeburgs im Jahr 1631 leere Grundstück 1634 an Dietrich Hoppe verkaufte. Hoppe bebaute das Grundstück mit einem kleinen Häuschen und verkaufte 1637 für 1300 Taler an den Seidenkramer Christian Schröder. 1638 bebaute Schröder das Grundstück und erhielt im Jahr 1647 die Erlaubnis am Haus einen Erker anzubringen. Sein Sohn, der Advokat David Schröder, erbte 1672 das Haus für einen Betrag von 2700 Talern. In der Zeit bis 1687 übernahm es der Handelsmann Peter Schröder. Er vermietete es für eine Jahresmiete von 90 Talern an die Kaufleute Daniel Wirtz und Peter Sandrart. Zu diesem Zeitpunkt gehörte zum Haus auch ein Badestübchen. 1695 veräußerte Schröder das Anwesen dann für 3500 Taler an den Schiffer Josias Mörder, der es 1704 für 3300 Taler an Andreas Mörder verkaufte. In der Zeit um das Jahr 1700 wurde der Name Zum blauen Stern verwandt. Für 1715 und 1719 ist die Witwe von Andreas Mörder als Eigentümerin vermerkt. Bis 1737 gehörte es Josias Mörder.
1803 war Stadtrat Focke Eigentümer, 1845 wurden Fockes Erben geführt.
Das breite Gebäude war zu diesem Zeitpunkt zweigeschossig und von einem hohen Satteldach bedeckt. Markant war ein auf der Ostseite zum Breiten Weg angeordnetes hohes dreiachsiges Zwerchhaus. Im Zuge einer Erweiterung der Schöneeckstraße wurde das Haus jedoch 1865 abgerissen.

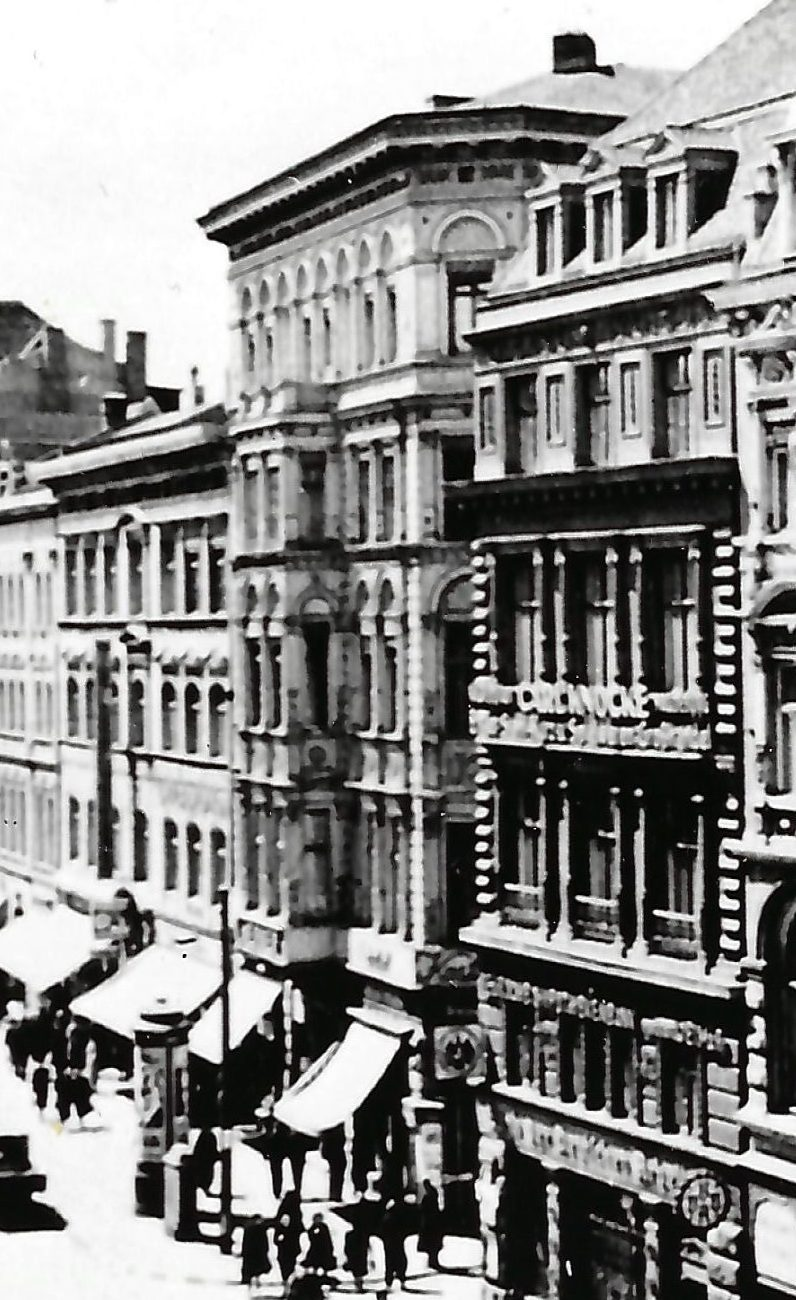
Vor 1945

Als Neubau entstand ein fünfgeschossiges Wohn- und Geschäftshaus. Seine Ostfassade zum Breiten Weg war sechsachsig angelegt, wobei vor den beiden mittleren vom ersten bis zum dritten Obergeschoss ein zweiachsiger Kastenerker vorgesetzt war. Der Neubau gehörte 1870 dem Maurermeister Hirt. 1914 und 1925 war als Eigentümer E. Poetsch, vw. Geh. Just. Rat eingetragen. 1938 gehörte es der R. Karstadt AG, die Ende der 1920er, Anfang der 1930er Jahre Planungen hatte, im Bereich der Häuser Breiter Weg 170 bis 172 ein Kaufhaus zu errichten, diesen Plan aber letztlich nicht umsetzte. 1940 gehörte das Haus dann der Beamten-Pensionskasse des Deutschen Zucker-Industrie e.V.
Im Zweiten Weltkrieg wurde der Bau zerstört. Im Zuge des sich nicht an die historische Stadtstruktur haltenden Wiederaufbaus in der Zeit der DDR wurde die Schöneeckstraße aufgegeben. An der Stelle des Hauses Zum blauen Stern wurde, etwas zurückgesetzt, der moderne Neubau Breiter Weg 174 errichtet.
An der Hauszeichenwand am Alten Markt befindet sich ein Hausstein mit der Beschriftung Zum blauen Sternen. Dabei handelt es sich jedoch um eine Kopie des Haussteins des Brauhauses Zu den drei goldenen Sternen (Breiter Weg 109), welche versehentlich dem Haus Zum blauen Stern zugeordnet worden war.